# Drapeau du Massachusetts
 (juin 2023).
Si vous disposez d'ouvrages ou d'articles de référence ou si vous connaissez des sites web de qualité traitant du thème abordé ici, merci de compléter l'article en donnant les références utiles à sa vérifiabilité et en les liant à la section « Notes et références ».

Drapeau du Massachusetts (verso ; 1908–1971)

Pavillon du Massachusetts

Drapeau du Gouverneur du Massachusetts

Le drapeau du Massachusetts est le drapeau officiel de l'État américain du Massachusetts. Il affiche les armoiries de l'État du Massachusetts centré sur fond blanc.
Le blason montre un Algonquin, Amérindien des États-Unis avec un arc et une flèche ; la flèche est pointée vers le bas pour symboliser la paix. À côté de l'indien, on voit une étoile à cinq branches symbolisant l'adhésion du Massachusetts comme 6e État américain. Un ruban bleu portant la devise officielle de l'État : « Ense Petit Placidam Sub Libertate Quietem » (du latin : À force d'armes elle cherche la paix dans la liberté) entoure le blason. Au-dessus du blason on voit le Cimier militaire de l'État : un bras brandissant une broadsword pour symboliser la lutte pour l'indépendance américaine.
Le drapeau d'État a été officiellement adopté en 1908 mais n'avait pas été officiellement utilisé depuis la Révolution américaine.
Ce drapeau inclut au verso le blason bleu qui provient des armoiries contenant un pin vert du pavillon de la Marine d'État du Massachusetts. En 1971 le verso fut supprimé.

## Pavillon maritime
En avril 1776 la marine du Massachusetts adopta un pavillon blanc avec un pin vert avec la devise « An Appeal to Heaven ».
En 1971 la devise a été supprimée et le drapeau a été désigné « the naval and maritime of Commonwealth ».
Le Massachusetts est le seul état avec le Maine à avoir un pavillon maritime.

## Le drapeau du Gouverneur
Le drapeau du Gouverneur du Massachusetts est le même que le drapeau d'État à la différence que celui-ci est triangulaire.